# Aleksandar Popović
Aleksandar Popović (in serbo Александар Поповић?; Užice, 27 settembre 1999) è un calciatore serbo, portiere del DAC Dunajská Streda.

## Carriera

### Club
Cresciuto nel settore giovanile del Partizan, inizia la sua carriera professionistica in prestito al Teleoptik, dove gioca 18 partite in seconda divisione. Rientrato dal prestito, il 19 giugno 2020 debutta in Superliga giocando l'incontro perso 1-0 contro il Vojvodina.

### Nazionale
Ha giocato nelle nazionali giovanili serbe Under-17, Under-19 ed Under-21.
Il 29 gennaio 2021 debutta con la nazionale serba giocando l'amichevole pareggiata 0-0 contro Panama.

## Statistiche

### Presenze e reti nei club
Statistiche aggiornate al 9 marzo 2023.
| Stagione         | Squadra          | Campionato       | Campionato | Campionato | Coppe nazionali | Coppe nazionali | Coppe nazionali | Coppe continentali | Coppe continentali | Coppe continentali | Altre coppe | Altre coppe | Altre coppe | Totale | Totale | Totale |
| Stagione         | Squadra          | Comp             | Pres       | Reti       | Comp            | Pres            | Reti            | Comp               | Pres               | Reti               | Comp        | Pres        | Reti        | Pres   | Reti   |        |
| ---------------- | ---------------- | ---------------- | ---------- | ---------- | --------------- | --------------- | --------------- | ------------------ | ------------------ | ------------------ | ----------- | ----------- | ----------- | ------ | ------ | ------ |
| 2017-2018        | Teleoptik        | PL               | 4          | -1         | CS              | 0               | 0               |                    | -                  | -                  |             | -           | -           | 4      | -1     |        |
| 2018-2019        | Teleoptik        | PL               | 14         | -15        | CS              | 0               | 0               |                    | -                  | -                  |             | -           | -           | 14     | -15    |        |
| Totale Teleoptik | Totale Teleoptik | Totale Teleoptik | 18         | -16        |                 | 0               | 0               |                    | -                  | -                  |             | -           | -           | 18     | -16    |        |
| 2019-2020        | Partizan         | SL               | 1          | -1         | CS              | 0               | 0               |                    | -                  | -                  |             | -           | -           | 1      | 0      |        |
| 2020-2021        | Partizan         | SL               | 21         | -12        | CS              | 0               | 0               | UEL                | 0                  | 0                  |             | -           | -           | 21     | -12    |        |
| 2021-2022        | Partizan         | SL               | 17         | -9         | CS              | 0               | 0               | UECL               | 14                 | -15                | -           | -           | -           | 31     | -24    |        |
| 2022-2023        | Partizan         | SL               | 20         | -18        | CS              | 0               | 0               | UEL+UECL           | 1+10               | -2 + -14           | -           | -           | -           | 31     | -34    |        |
| Totale Partizan  | Totale Partizan  | Totale Partizan  | 59         | -40        |                 | 0               | 0               |                    | 25                 | -31                |             | -           | -           | 84     | -71    |        |
| Totale carriera  | Totale carriera  | Totale carriera  | 77         | -56        |                 | 0               | 0               |                    | 25                 | -31                |             | -           | -           | 102    | -87    |        |

### Cronologia presenze e reti in nazionale
| Cronologia completa delle presenze e delle reti in nazionale ― Serbia | Cronologia completa delle presenze e delle reti in nazionale ― Serbia | Cronologia completa delle presenze e delle reti in nazionale ― Serbia | Cronologia completa delle presenze e delle reti in nazionale ― Serbia | Cronologia completa delle presenze e delle reti in nazionale ― Serbia | Cronologia completa delle presenze e delle reti in nazionale ― Serbia | Cronologia completa delle presenze e delle reti in nazionale ― Serbia | Cronologia completa delle presenze e delle reti in nazionale ― Serbia |
| Data                                                                  | Città                                                                 | In casa                                                               | Risultato                                                             | Ospiti                                                                | Competizione                                                          | Reti                                                                  | Note                                                                  |
| --------------------------------------------------------------------- | --------------------------------------------------------------------- | --------------------------------------------------------------------- | --------------------------------------------------------------------- | --------------------------------------------------------------------- | --------------------------------------------------------------------- | --------------------------------------------------------------------- | --------------------------------------------------------------------- |
| 29-1-2021                                                             | Panama                                                                | Panama                                                                | 0 – 0                                                                 | Serbia                                                                | Amichevole                                                            | -                                                                     | 84’                                                                   |
| Totale                                                                |                                                                       | Presenze                                                              | 1                                                                     |                                                                       | Reti                                                                  | 0                                                                     |                                                                       |

## Palmarès

### Club

#### COmpetizioni nazionali
- Coppa di Serbia: 1

Partizan: 2018-2019